# サダコと千羽鶴
『サダコと千羽鶴』（サダコとせんばづる、Sadako and the Thousand Paper Cranes）は、カナダ系アメリカ人作家のエレノア・コアによって書かれ、 1977年に出版された子供向けの歴史小説。舞台は第二次世界大戦後の日本である。
この本は多くの言語に翻訳され、多くの地域で出版され、小学校の平和教育プログラムに使用されている。
この小説は、アメリカ合衆国による原爆投下時に広島に住んでいた佐々木禎子の伝記を、架空の要素を加えて再編したものである。

## あらすじ
1945年8月6日、広島に原爆が投下されたとき、サダコは2歳で三篠橋付近に住んでいた。彼女は爆発が起きたとき、爆心地から約1マイルの家にいた。1954年11月、彼女が12歳の時、首と耳の後ろに腫れを発症した。1955年1月、足に紫色の斑点が現れた。その後、白血病と診断された（彼女の母親はそれを「原爆症」と呼んだ）。1955年2月21日、赤十字病院と呼ばれる病院で、余命1年を宣告された。
放射線被曝による白血病と診断された後、サダコの友人は折り紙で 折り鶴を1000羽折るよう、サダコに言った。千羽鶴を作った人は願い事が叶えられるという日本の伝承から、そうするように促された。彼女の願いは、白血病を克服し、健康な体に戻って生きることだけだった。この物語の中で、彼女は644羽しか折ることができず、1955年10月25日の朝、家族がいつもそばにいることを知って、亡くなった。彼女の友人や家族は、残りの鶴を折って彼女の彼女の夢を終わらせるのを助け、千羽鶴はサダコと一緒に埋葬された。

## 史実との相違および顕彰活動
禎子が「千羽鶴を完成させる前に亡くなり、彼女の2人の友人が続け、完成した千羽鶴を彼女の棺桶に入れた」という本書の主張は、禎子の遺族によって裏付けられていない。彼女の家族、特に長兄の佐々木雅弘が禎子の生涯を話した講演によると、禎子の折り鶴は644羽を超えただけでなく、目標の千羽を超え、約1400羽の鶴を折って亡くなった、としている。佐々木雅弘とSue DiCicco（ピース・クレイン・プロフェクトの創始者）による共著『The Complete Story of Sadako Sasaki』に記されている。佐々木とその家族は、世界中の重要な場所に禎子の折り鶴を寄贈してきた。ニューヨークの9-11記念館、ハワイの真珠湾、2015年11月19日にはハリー・S・トルーマン図書館・博物館、2016年5月26日にはミュージアム・オブ・トレランス、その3日後には全米日系人博物館に贈っている。アリゾナ記念館とトルーマン博物館への寄贈は、トルーマン大統領の孫であるクリフトン・トルーマン・ダニエルの後援によるものだった。
禎子の死後、友人や同級生は、彼女と、原爆の影響で死亡したすべての子供たちの記念碑を建てる資金を集めるために、一連の手紙を出版した。1958年、禎子が金の折り鶴を支える像（原爆の子の像）が広島平和記念碑（原爆ドーム）で発表され、広島平和記念公園に設置された。
原爆の子の像の麓には、「これはぼくらの叫びです これは私たちの祈りです 世界に平和をきずくための」と書かれた石碑がある。祖先の霊を供養するための日本の休日であるお盆の日には毎年、何千人もの人々が像の近くに千羽鶴を奉げる。寄贈者が平和のメッセージを残し、鶴を寄贈した人々の記録を残すために、折り鶴データベースがオンラインで確立された。

## 関連作品
禎子の物語は、1977年に最初に発表されたエレノア・コアの物語（本項）に加え、オーストリアの作家カルル・ブルックナーによる小説『サダコは生きる―ある原爆少女の物語』（1961年、ドイツ語原題：Sadako will leben, 英題：The Day of the Bomb）を通して世界中の多くの学童に親しまれている。禎子については、広島の犠牲者と生存者の生活、そして第二次世界大戦についてのロベルト・ユンクの歴史記録書 Children of the Ashes でも述べられている。
禎子の長兄・佐々木雅弘は、2018年にピース・クレイン・プロフェクトの創設者であるSue DiCiccoとの共著で『The Complete Story of Sadako Sasaki』 （ISBN 978-1938193019）を書き、佐々木が感じたことを初めて英語圏の世界に伝えた。本は多くの家族の写真とこれまで公に見られなかった新しいイラストを含む。佐々木は、2013年に日本語で出版された『禎子の千羽鶴』（ISBN  978-4052038174）も著している。
Evolving Pictures Entertainmentは『Sadako and the Magic of Paper Cranes』（仮題）』という映画を制作している。これは、アカデミー賞を3回受賞したプロデューサー、ディレクター、ドキュメンタリーのマルコム・クラークによるもので、ニューメキシコ州アルバカーキ出身の小学校5年生の生徒たちが、教師らの指導の下、少女・佐々木禎子の伝説と精神を讃えた記念碑を建てるという夢を、叶えさせようとした記録である。

2019年5月、米国の白人女優エヴァン・レイチェル・ウッドがエレノア・コアを演じ（主役）、コアとサダコの物語、そして「彼らの生活はどのように複雑につながっているのか」を語る『One Thousand Paper Cranes』と題する映画の製作が発表された。
シアトル・ピース・パークにも禎子の像がある。さらに、1990年のグッドウィルゲームズ開会式でエリー・ラーブが禎子の物語を朗読するにあたり、約400人の地元の小学生が約2万枚の折り鶴を配って、禎子が夢見てまだ実現していない世界平和を広めた。シアトルのこの折り鶴は、日本の子供たちから送られた1,000枚の折り紙から作られたものとされている。
禎子は、広島原爆記念日に日本の学校で教えられている平和の主要なシンボルとなっている。世界中の人々は、毎年恒例の平和の日として8月6日に式典を行う。
2015年11月、曽原三友紀は子供向けの教育短編映画『折鶴〜Orizuru 2015〜』を製作した。この映画は、ロサンゼルスの学校の子供たち、ハリウッドの俳優、スタッフとの友情の物語である。禎子の甥が映画に登場し、禎子の人生についての歌「Inori」を歌う。この映画は、2015年に広島国際映画祭に選ばれ、その後、2016年5月27日にロサンゼルスでプレミア上映された。この日は、オバマ大統領が広島を訪問し、4羽の折り鶴を贈った日でもある。同日、曽原三友紀は、ミュージアム・オブ・トレランスと全米日系人博物館に禎子の2羽の折り鶴の寄贈を調整した。彼女はまた、佐々木と、トルーマン大統領の孫であるクリフトン・トルーマン・ダニエルとの間で、南カリフォルニアのいくつかの学校で平和を促進する講義を調整した。
Ohana Artsの共同創設者と芸術監督であるLaurie RubinとJenny Tairaは、ハワイ・ ホノルルに拠点を置く子供劇場・芸術団体で「Peace on Your Wings（あなたの翼の平和）」と呼ばれる若者のパフォーマーのための音楽を書き、佐々木禎子の生涯と世界への希望と平和のメッセージを伝えている。ミュージカルは全米で行われており、禎子の遺族の支持と承認を得ている。オーストラリアのシドニーにあるBell Shakespeareは、1997年シーズン中に「Sadako and the Thousand Paper Cranes」を製作した。
デスメタル／メタル・コアバンドのヘヴン・シャル・バーンの2016年のアルバム『Wanderer』には「Passage of the Crane」という曲が、Niobethのアルバム「Silvery Moonbeams」には「Sadako's Wings of Hope」という曲が、それぞれ収録されている。